# Zonnelied

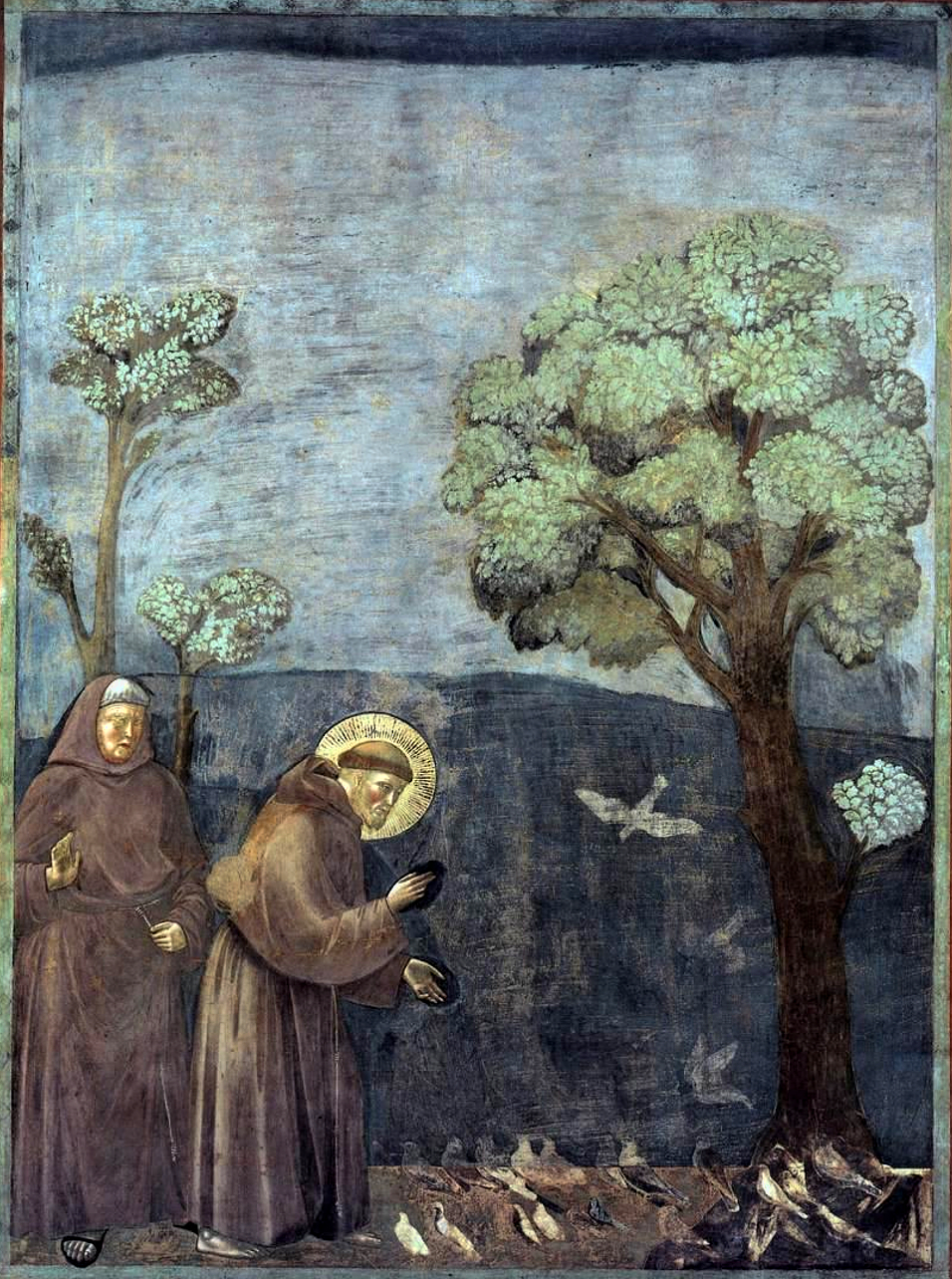

Het Zonnelied (Italiaans: Cantico del Frate Sole) is een gebed uit de rooms-katholieke traditie geschreven door de heilige Franciscus van Assisi. Dit is het eerste lied dat in het Italiaans (in een Umbrisch dialect) werd geschreven.
Franciscus schreef dit gebed aan het einde van zijn leven vermoedelijk in de lente van het jaar 1225, toen hij zwaar ziek lag in San Damiano en de pijnlijke tekenen van stigmata vertoonde. Het Zonnelied bezingt de schepping in termen van broeder en zuster. Opmerkelijk is dat hij in het loflied niet alleen de mooie aspecten van de schepping weergeeft, maar ook ziekte en zelfs dood een plaats in het leven van de christen weet te geven.

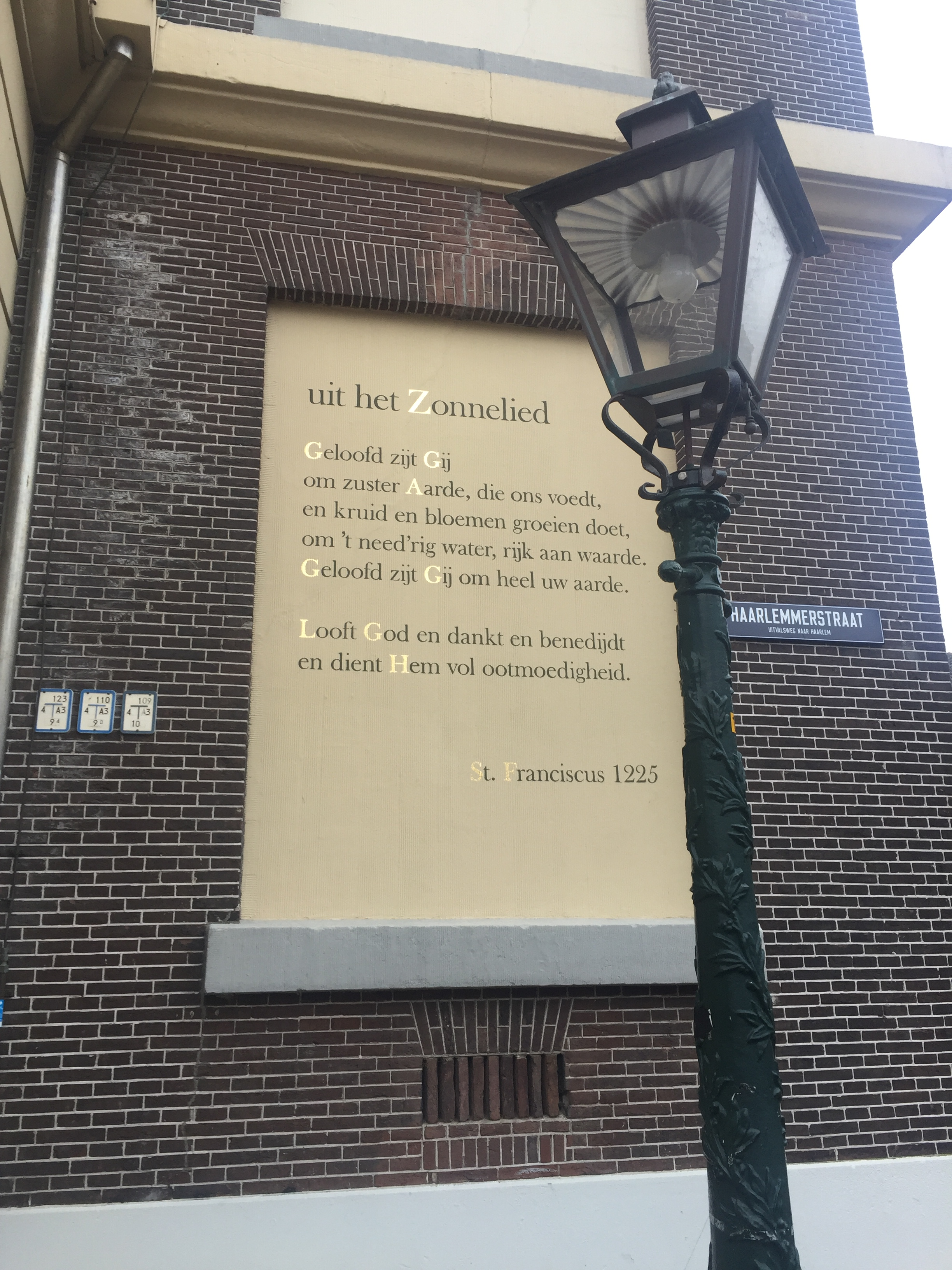
Passage uit het Zonnelied op de Hartebrugkerk in Leiden (2023)

De tweede encycliek van paus Franciscus (2015) heeft als titel Laudato Si', naar de begintekst van de coupletten.
| Originele tekst | Vertaling (Geschriften van Franciscus, 2006) |
| --- | --- |
| Altissimu onnipotente bon signore, tue so le laude, la gloria e l’honore et onne benedictione. Ad te solo, altissimo, se konfano, et nullu homo ene dignu te mentovare. Laudato sie, mi signore, cun tucte le tue creature, spetialmente messor lo frate sole, lo qual’è iorno, et allumini noi per loi. Et ellu è bellu e radiante cun grande splendore, de te, altissimo, porta significatione. Laudato si, mi signore, per sora luna e le stelle, in celu l’ài formate clarite et pretiose et belle. Laudato si, mi signore, per frate vento, et per aere et nubilo et sereno et onne tempo, per lo quale a le tue creature dai sustentamento. Laudato si, mi signore, per sor aqua, la quale è multo utile et humile et pretiosa et casta. Laudato si, mi signore, per frate focu, per lo quale enn’allumini la nocte, ed ello è bello et iocundo et robustoso et forte. Laudato si, mi signore, per sora nostra matre terra, la quale ne sustenta et governa, et produce diversi fructi con coloriti flori et herba. Laudato si, mi signore, per quelli ke perdonano per lo tuo amore, et sostengo infirmitate et tribulatione. Beati quelli ke ’l sosterrano in pace, ka da te, altissimo, sirano incoronati. Laudato si, mi signore, per sora nostra morte corporale, da la quale nullu homo vivente pò skappare. Guai a quelli, ke morrano ne le peccata mortali: beati quelli ke trovarà ne le tue sanctissime voluntati, ka la morte secunda nol farrà male. Laudate et benedicete mi signore, et rengratiate et serviateli cun grande humilitate. | Allerhoogste, almachtige, goede Heer, van U zijn de lof, de roem, de eer en alle zegen. U alleen, Allerhoogste, komen zij toe en geen mens is waardig uw naam te noemen. Wees geprezen, mijn Heer met al uw schepselen, vooral door mijnheer broeder zon, die de dag is en door wie Gij ons verlicht. En hij is mooi en straalt met grote pracht; van U, Allerhoogste, draagt hij het teken. Wees geprezen, mijn Heer, door zuster maan en de sterren. Aan de hemel hebt Gij ze gevormd, helder en kostbaar en mooi. Wees geprezen, mijn Heer, door broeder wind en door de lucht, bewolkt of helder, en ieder jaargetijde, door wie Gij het leven van uw schepselen onderhoudt. Wees geprezen, mijn Heer, door zuster water, die heel nuttig is en nederig, kostbaar en kuis. Wees geprezen, mijn Heer, door broeder vuur, door wie Gij voor ons de nacht verlicht; en hij is mooi en vrolijk, stoer en sterk. Wees geprezen, mijn Heer, door onze zuster, moeder aarde, die ons voedt en leidt, en allerlei vruchten voortbrengt, bonte bloemen en planten. Wees geprezen, mijn Heer, door wie omwille van uw liefde vergiffenis schenken, en ziekte en verdrukking dragen. Gelukkig wie dat dragen in vrede, want door U, Allerhoogste, worden zij gekroond. Wees geprezen, mijn Heer, door onze zuster de lichamelijke dood, die geen levend mens kan ontvluchten. Wee hen die in doodzonde sterven; gelukkig wie zij in uw allerheiligste wil vindt, want de tweede dood zal hun geen kwaad doen. Prijs en zegen mijn Heer, en dank en dien Hem in grote nederigheid. |

## Muziek
- In 1948 verscheen een berijming van Hélène Nolthenius, op muziek gezet door Eliseus Bruning ofm.
- Een berijming van het lied van de hand van Jan Willem Schulte Nordholt is opgenomen als gezang 400 in het Liedboek voor de Kerken: Almachtige verheven Heer, halleluja.
- De Tsjechische componist Petr Eben maakte van er een koormotet van (1987) voor vier gemengde stemmen a capella.
- De Russische componiste Sofia Goebaidoelina maakte er een muziekstuk van, dat zij opdroeg aan de cellist Mstislav Rostropovich voor zijn zeventigste verjaardag (1997). Dit werk is opgenomen en uitgebracht op: The Canticle of the Sun (1997) and Music for Flute, Strings, and Percussion (1994). De eerste uitgevoerd door de cellist en dirigent Mstislav Rostropovich en de London Voices gedirigeerd door Ryusuke Numajiri, de tweede door de fluitist Emmanuel Pahud en het London Symphony Orchestra onder leiding van Rostropovich. Gubaidulina was bij beide opnamen aanwezig.
- Een versie die tegenwoordig vaak gezongen wordt, stamt van Richard van Grinsven ofmcap: Geprezen, o Heer, en geloofd en gedankt, om de schepselen die u dienen.
- Met toestemming van rechthebbenden is een weergave opgenomen onder nummer 788, in het Oud-Katholiek Gezangboek (1990; herzien 2007) en dat is overgenomen van de Nikola-kommuniteit, in een bewerking van Edwin van Kol (1935-1996).
- In 2000 zette ook Angelo Branduardi het lied op muziek. Hij zong het lied vanzelfsprekend in het Italiaans, maar ook in het Nederlands.